# The Altar of Ambition
The Altar of Ambition er en amerikansk sort-hvid stumfilm instrueret af Archer MacMackin med Jack Richardson, Louise Lester, Vivian Rich, Harry von Meter, og David Lythgoe.